# Productos fitofarmacéuticos
Los productos fitofarmacéuticos están definidos por la directiva 91/414/CEE como las sustancias activas y los preparados que contienen una o más sustancias activas que se presentan en la forma en que se entregan al usuario y que están destinadas a:
- proteger los vegetales o los productos vegetales contra todas los plagas o a impedir su acción, siempre que dichas sustancias o preparados no se definan de otro modo más adelante;
- ejercer una acción en el proceso vital de los vegetales, siempre que no se trate de sustancias nutritivas (por ejemplo, reguladores de crecimiento);
- garantizar la conservación de los productos vegetales, siempre y cuando dichas sustancias o productos no estén sujetos a disposiciones especiales del Consejo o de la Comisión a la que concierne las disposiciones sobre conservantes;
- destruir los vegetales no deseados;
- destruir partes de plantas, o controlar o evitar un crecimiento no deseado de las plantas.

## Términos cercanos
Los términos plaguicidas, producto fitosanitario, agroquímicos, productos para protección de plantas y productos para protección de cultivos también se utilizan frecuentemente en la práctica, en un sentido cercano al de los productos fitosanitarios.
En la Europa, los productos fitofarmacéuticos están definidos por la Directiva 91/414/CEE del Consejo, de 15 de julio de 1991 y el Decreto 94-359, de 5 de mayo de 1994.
Según este planteamiento, los términos de plaguicidas, producto fitosanitario agroquímicos, los productos de protección de los cultivos , no tienen una definición reglamentaria.

## Lista de productos
Los productos fitofarmacéuticos autorizados o simplemente utilizados varían según cada país y sus usos.
- Datos: Q902296